# Clítor
|  | No s'ha de confondre amb Clítor (ciutat). |

Clítor (en grec antic Κλείτωρ, "Kleítor") va ser, segons la mitologia grega, un rei d'Arcàdia, fill d'Azà i net d'Arcas.
Després de la mort d'Azà, va fundar la ciutat de Kleitor i va ser el rei més poderós d'Arcàdia. Segons Pausànias, quan el seu pare va morir va instaurar uns Jocs Fúnebres en honor seu. Va morir sense fills i el va succeir en el tron el seu nebot Èpit, fill d'Èlat.
Un Clítor, potser el mateix, figura en la llista dels fills de Licaó.